# چاه گل
چاه گل، روستایی از توابع بخش وراوی شهرستان مهر در استان فارس ایران است.

## جمعیت
این روستا در دهستان خوزی قرار دارد و براساس سرشماری مرکز آمار ایران در سال ۱۳۸۵، جمعیت آن ۳۹ نفر (۵خانوار) بوده‌است.